# Poilly-lez-Gien
Poilly-lez-Gien település Franciaországban, Loiret megyében. Lakosainak száma 2464 fő (2022. január 1.). Poilly-lez-Gien Gien, Autry-le-Châtel, Coullons, Nevoy, Saint-Gondon és Saint-Martin-sur-Ocre községekkel határos.

## Népesség
A település népességének változása:
| Lakosok száma | 1550 | 2104 | 2281 | 2270 | 2383 | 2403 | 2406 | 2396 | 2419 | 2464 |
|               | 1968 | 1982 | 1990 | 2006 | 2013 | 2015 | 2017 | 2019 | 2020 | 2022 |